# Lokaal Almelo Samen
Lokaal Almelo Samen (LAS) is een lokale politieke partij in de gemeente Almelo. De partij is een fusie van drie partijen: BurgerBelangen Almelo (BBA), Almelo's Liberaal Alternatief (ALA) en Almelooooo.
Direct na de gemeenteraadsverkiezingen van 2014 ontstond deze samenwerking in de gemeenteraad van Almelo en werd ze met zeven zetels de grootste raadsfractie. De drie partijen fuseerden op 2 juni 2016. Bij de verkiezingen van 2018 kreeg deze fusiepartij 5 zetels van de 35 zetels. Lokaal Almelo Samen maakt sinds 2018 deel uit van het college van burgemeester en wethouders. Wethouder namens LAS is Jan-Martin van Rees. Het college bestond tot 2022 naast LAS uit VVD, CDA en ChristenUnie.
In december 2021 kreeg LAS een zesde zetel erbij, omdat ex-CDA-raadslid Robin Gelici zich aansloot bij LAS. Bij de verkiezingen van 2022 behaalde de partij wederom vijf zetels. In het college werd de ChristenUnie verruild voor D66. Een kleine twee jaar nadat Gelici zich bij LAS aansloot, op 7 november 2023, is Gelici uit de LAS-fractie gezet, omdat hij niet op kwam dagen bij belangrijke vergaderingen. Hierdoor heeft de partij sindsdien vier zetels.

## Verkiezingsuitslagen
De partij heeft bij verschillende verkiezingen de volgende resultaten behaald:
| Jaar | Stemmen | %     | Zetels |
| ---- | ------- | ----- | ------ |
| 2018 | 3.548   | 12,5% | 5 / 35 |
| 2022 | 3.311   | 13,1% | 5 / 35 |